# Уимблдонский турнир 2012
Уимблдонский турнир 2012 — 126-й розыгрыш ежегодного профессионального теннисного турнира серии Большого шлема, проводящегося в Уимблдоне (Лондон, Великобритания) на кортах местного «Всеанглийского клуба лаун-тенниса и крокета». Традиционно выявляются победители соревнования в девяти разрядах: в пяти — у взрослых и четырёх — у старших юниоров.
В 2012 году матчи основных сеток прошли с 25 июня по 8 июля. Соревнование традиционно завершало основной сезон турниров серии на данном покрытии.
Прошлогодние победители среди взрослых:
- мужчины, одиночный разряд —  Новак Джокович
- женщины, одиночный разряд —  Петра Квитова
- мужчины, парный разряд —  Боб Брайан и  Майк Брайан
- женщины, парный разряд —  Квета Пешке и  Катарина Среботник
- смешанный парный разряд —  Юрген Мельцер и  Ивета Бенешова

## Соревнования

### Взрослые

#### Мужчины. Одиночный разряд
Роджер Федерер обыграл  Энди Маррея со счётом 4-6, 7-5, 6-3, 6-4.
- Федерер выигрывает 7-й титул на британском турнире серии и 17-й — за карьеру на всех соревнованиях серии.
- впервые с 1938 года в представитель Великобритании сыграл в финале домашнего турнира серии.

#### Женщины. Одиночный разряд
Серена Уильямс обыграла  Агнешку Радваньскую со счётом 6-1, 5-7, 6-2.
- Уильямс выигрывает 5-й титул на британском турнире серии и 14-й — за карьеру на всех соревнованиях серии.
- впервые с 1939 года в представительиница Польши сыграла в финале турнира серии.

#### Мужчины. Парный разряд
Джонатан Маррей /  Фредерик Нильсен обыграли  Роберта Линдстедта /  Хорию Текэу со счётом 4-6, 6-4, 7-6(5), 6-7(5), 6-3.
- представитель Великобритании побеждает на соревновании серии впервые с 1972 года.
- представитель Дании побеждает на соревнованиях серии впервые в истории.

#### Женщины. Парный разряд
Серена Уильямс /  Винус Уильямс обыграли  Андреа Главачкову /  Луцию Градецкую со счётом 7-5, 6-4.
- сёстры выигрывают 5-й титул на британском турнире серии и 13-й — за карьеру на всех соревнованиях серии.

#### Смешанный парный разряд
Майк Брайан /  Лиза Реймонд обыграли  Леандра Паеса /  Елену Веснину со счётом 6-3, 5-7, 6-4.
- Брайан выигрывает свой 1-й титул в сезоне и 3-й за карьеру на соревнованиях серии.
- Реймонд выигрывает свой 1-й титул в сезоне и 5-й за карьеру на соревнованиях серии.

### Юниоры

#### Юноши. Одиночный турнир
Филип Пеливо обыграл  Люка Сэвилла со счётом 7-5, 6-4.
- представитель Канады выигрывает турнир серии впервые в истории.

#### Девушки. Одиночный турнир
Эжени Бушар обыграла  Элину Свитолину со счётом 6-2, 6-2.
- представительница Канады побеждает на турнире серии впервые в истории.

#### Юноши. Парный турнир
Эндрю Харрис /  Ник Кирьос обыграли  Маттео Донати /  Пьетро Личчарди со счётом 6-2, 6-4.
- впервые с 2004 года одной паре удалось выиграть два соревнования серии подряд.

#### Девушки. Парный турнир
Эжени Бушар /  Тейлор Таунсенд обыграли  Белинду Бенчич /  Ану Конюх со счётом 6-4, 6-3.
- Бушар становится первой теннисисткой с 2007 года, защитившей свой прошлогодний титул.
- впервые с 2009 года юниорский турнир среди девушек получает абсолютную чемпионку.